# Xã Long Lake, Quận Watonwan, Minnesota
Xã Long Lake (tiếng Anh: Long Lake Township) là một xã thuộc quận Watonwan, tiểu bang Minnesota, Hoa Kỳ. Năm 2010, dân số của xã này là 338 người.